# Walcourt
Walcourt là một đô thị ở tỉnh Namur.
Tại thời điểm ngày 1 tháng 1 năm 2006, đô thị này có dân số 17.516 người. Tổng diện tích là 123,18 km², với mật độ dân số 142 người trên mỗi km².
Ngoài Walcourt, đô thị này còn bao gồm các làng
Berzée, Castillon, Chastrès, Clermont, Fontenelle, Fraire, Gourdinne, Laneffe, Pry, Rognée, Somzée, Tarcienne, Thy-le-Château, Vogenée, Yves-Gomezée

## Liên kết ngoài

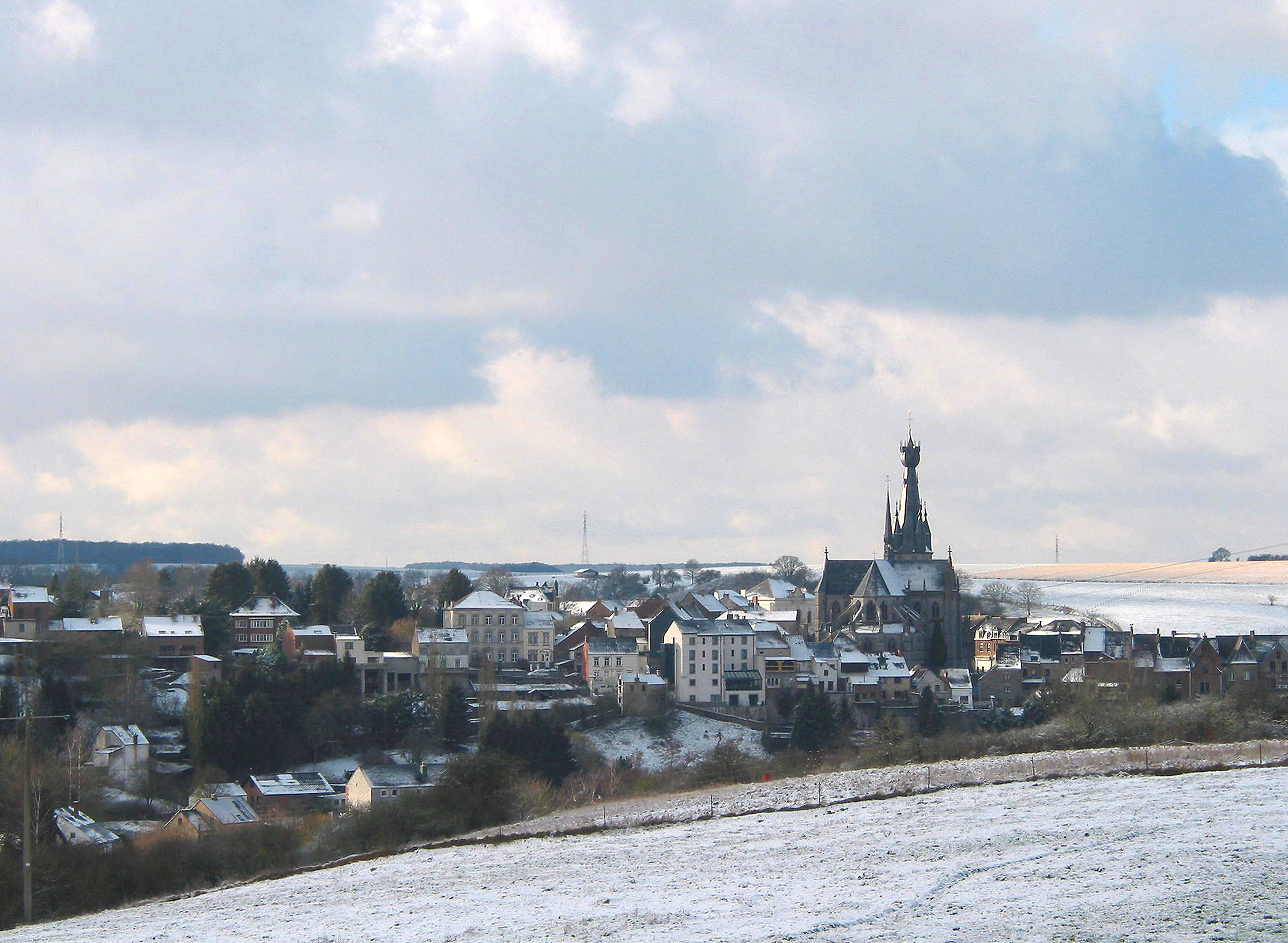
Walcourt dưới tuyết, nhìn từ giáo đường St Maternus